# Ga Bonghwang
Ga Bonghwang (tiếng Hàn: 봉황역; Hanja: 鳳凰驛) là ga của Tuyến BGLRT của Busan Metro ở Jeonha-dong, Gimhae, Hàn Quốc.